# Star Studios
Star Studios là một hãng phim sản xuất của Ấn độ, một liên doanh giữa 20th Century Fox, một trong những hãng phim lớn nhất thế giới, nhà sản xuất và phân phối của điện ảnh và  Star India .Chúng thuộc sở hữu của 21st Century Fox.
Hãng sản xuất phim tiếng Hindi và các ngôn ngữ khác ở Nam Á thông qua việc mua lại, đồng sản xuất và sản xuất nội bộ cho việc phân phối trên toàn thế giới.

## Phim

### Tamil
- Engaeyum Eppothum (2011)
- Vathikuchi (2013)
- Raja Rani (2013)
- Cuckoo  (2014)
- Mundaasupatti (2014)
- Rajathandhiram - Distribution (2015)
- Kaaka Muttai - Distribution (2015)
- 10 Enradhukulla (2015)
- Manithan - Distribution (2016)
- Velainu Vandhutta Vellaikaaran - Distribution (2016)
- Sangili Bungili Kadhava Thorae (2017)
- Rangoon (2017)
- Katha Nayagan - Distribution (2017)

### Marathi
- Half Ticket (2016 film)

### Malayalam
- Second Show (2012)
- Peruchazhi (2014)
- Lailaa O Lailaa (2015)

### Telugu
- Saaho (2018)

### Hindi

#### 2001
- Bollywood Calling

#### 2003
- The Perfect Husband
- Pinjar
- Tehzeeb

#### 2004
- Ek Hasina Thi

#### 2005
- Bullet: Ek Dhamaka

#### 2008
- Jannat

#### 2009
- Quick Gun Murugun

#### 2010
- Khichdi: The Movie

#### 2011
- Stanley Ka Dabba
- Dum Maaro Dum
- Force

#### 2012
- Ekk Deewana Tha
- London, Paris, New York
- Jannat 2
- Bol Bachchan
- Raaz 3D

#### 2013
- Matru Ki Bijlee Ka Mandola
- Murder 3
- Jolly LLB
- Bullett Raja

#### 2014
- Hawaa Hawaai
- CityLights
- Humshakals
- Finding Fanny
- Bang Bang!

#### 2015
- Khamoshiyan
- Bombay Velvet
- Guddu Rangeela
- Hamari Adhuri Kahaani
- Brothers
- Shaandaar
- Prem Ratan Dhan Payo

#### 2016
- Neerja
- Kapoor & Sons
- Traffic
- Baar Baar Dekho (Overseas)
- Akira
- M.S. Dhoni: The Untold Story
- Ae Dil Hai Mushkil

#### 2017
- Ok Jaanu
- Jolly LLB 2
- Badrinath Ki Dulhania
- Phillauri
- A Gentleman
- Judwaa 2

#### 2018
- Baaghi 2
- Bioscopewala
- Sanju
- Drive
- Ek Ladki Ko Dekha Toh Aisa Laga
- Student of the Year 2
- Total Dhamaal

#### 2019
- Kalank
- Brahmastra

## Chú thich
1. ↑  Lakshman, Nandini (15 tháng 1 năm 2010). “Hollywood Meets Bollywood: Finally, a Love Story?”. Time. Bản gốc lưu trữ ngày 17 tháng 8 năm 2013. Truy cập ngày 19 tháng 12 năm 2017.
2. ↑  “The Walt Disney Company To Acquire Twenty-First Century Fox, Inc., After Spinoff Of Certain Businesses, For $52.4 Billion In Stock”. The Walt Disney Company (Thông cáo báo chí). 14 tháng 12 năm 2017. Truy cập ngày 14 tháng 12 năm 2017.

## Liên kết
- IMDb company trên trang Internet Movie Database